# جوناس إدواردو أمريكو
جوناس إدواردو أمريكو (بالبرتغالية: Jonas Eduardo Américo‏) (مواليد 6 أغسطس 1949) هو لاعب كرة قدم. يلعب مع منتخب البرازيل لكرة القدم. سبق له أن لعب في كأس العالم لكرة القدم مع منتخب بلاده.

## روابط خارجية
- جوناس إدواردو أمريكو على موقع الاتحاد الدولي (مؤرشف)  (الإنجليزية)
- جوناس إدواردو أمريكو على موقع قاعدة بيانات كرة القدم.إي يو (الإنجليزية)
- جوناس إدواردو أمريكو على موقع ليكيب (الفرنسية)
- جوناس إدواردو أمريكو على موقع ناشيونال فوتبول تيمز (الإنجليزية)